# 뷔르슈텔슈탄트

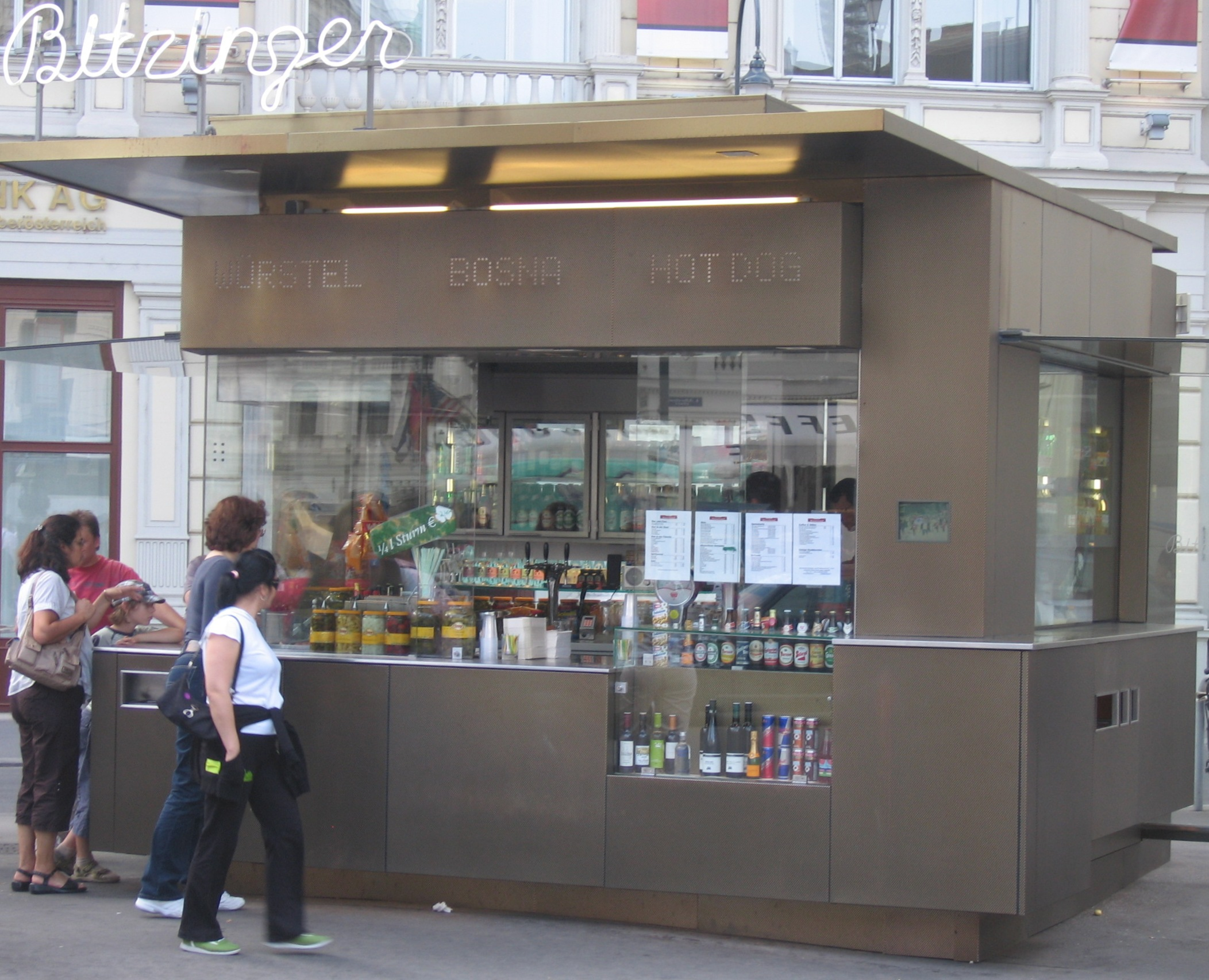
뷔르슈텔슈탄트

뷔르슈텔슈탄트(Würstelstand)는 오스트리아의 전통적인 거리의 패스트 푸드 가게이다. 오스트리아-헝가리 제국 시기 때 제일 번성했었다.